# Anthophora tuberculilabris
Anthophora tuberculilabris là một loài Hymenoptera trong họ Apidae. Loài này được Dours mô tả khoa học năm 1869.